# 柴漁港

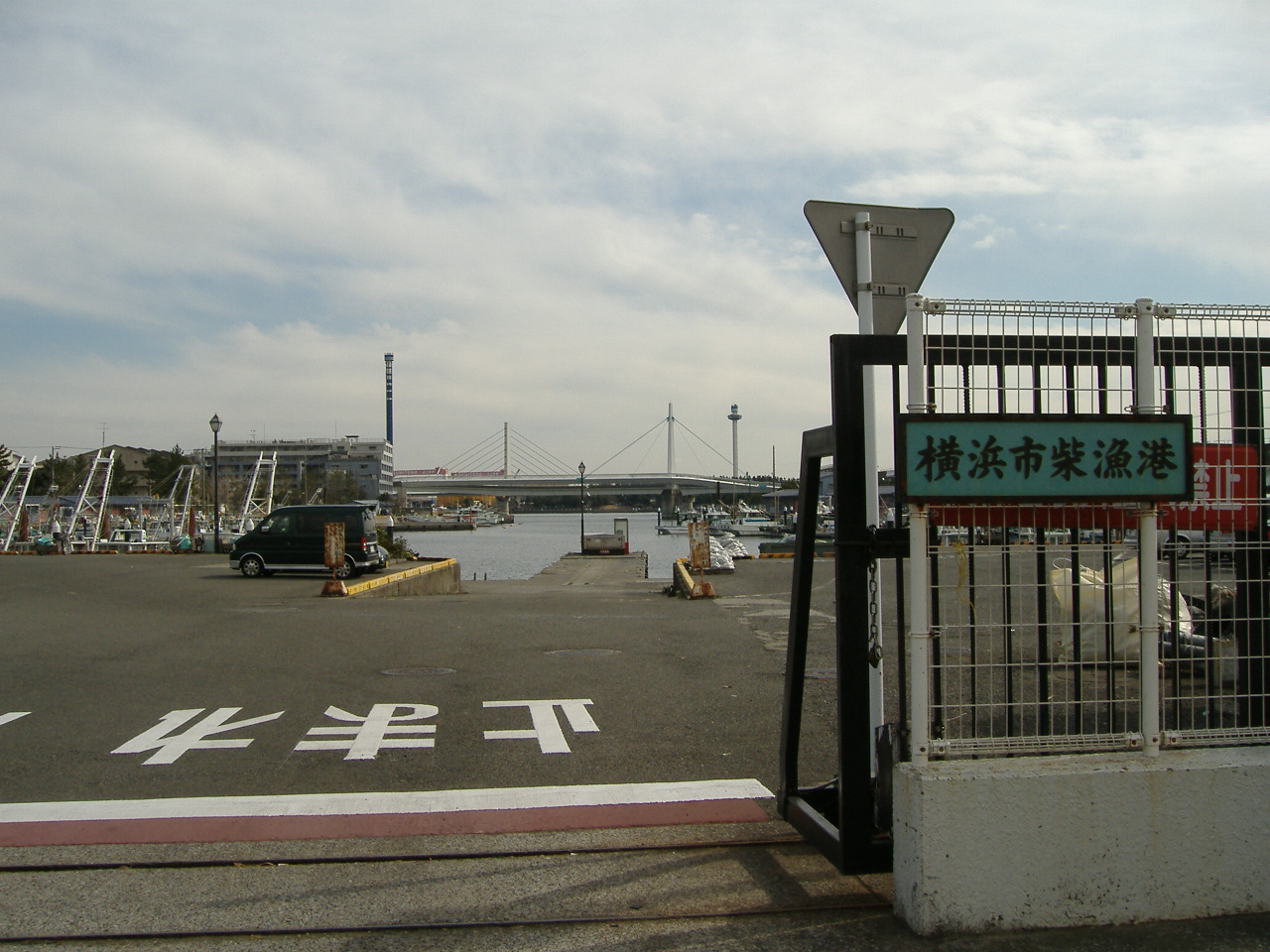
柴漁港正門

柴漁港（しばぎょこう）は、神奈川県横浜市金沢区柴町にある第1種漁港である。付近の集落名から小柴（こしば）という通称でも知られ、沖合の漁場は「小柴沖」と呼ばれる。

## 概要
- 管理者 - 神奈川県横浜市
- 漁業協同組合 - 横浜市
- 組合員数 - 187名（2001年（平成13年）12月）

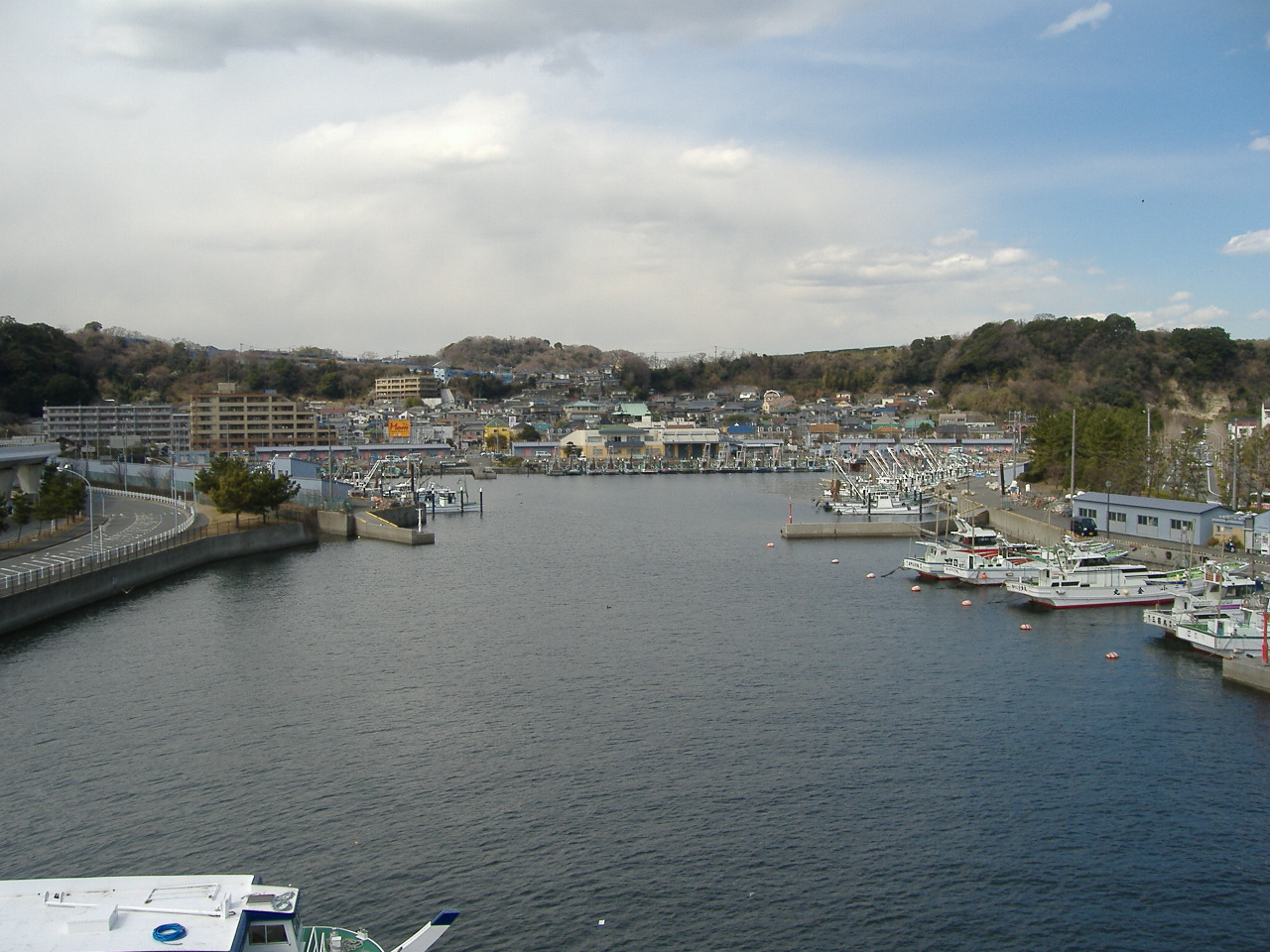
八景島駅前人道橋からの柴漁港全景

- 漁港番号 - 2110020

## 沿革
- 1952年1月12日 - 第1種漁港に指定
- 1992年4月21日 - 区域変更

## 主な魚種
- スズキ
- 穴子
- カレイ
- イカ類
- ハゼ - 2002年（平成14年）度陸揚量全国2位
- シャコ

## 主な漁業
- 底引き網漁業
- はえなわ
- 刺し網漁業

## 催し
- 日曜日・祝祭日の13:30〜直売所開催（荒天時など漁が無いときは中止） （組合事情で休業中）

## 港周辺
- 横浜・八景島シーパラダイス
- 海の公園
- 称名寺
- 金沢文庫

## 交通
- 金沢シーサイドライン海の公園柴口駅下車徒歩3分
- 京急本線金沢文庫駅より京浜急行バス「東柴町」下車徒歩すぐ